# Djenal
Djenal (en rus: Дженал) és un poble de Kabardino-Balkària, a Rússia, que en el cens del 2010 tenia 287 habitants. Pertany al districte rural de Zalukókoaje.